# Van 8 tot 12 is vier uur
Van 8 tot 12 is vier uur is een hoorspel van Toon Rammelt. De KRO zond het uit op dinsdag 6 oktober 1936. De regisseur was Henri Eerens. De uitzending duurde 54 minuten.

## Rolbezetting
- Frits Bouwmeester jr.
- Rienk Brouwer
- Ben Bunders
- Henri Eerens
- Arend Hauer
- Jeanne Verkade
- Carla de Raet
- Jacques Snoek (Paul Loods)
- Guusje Poolman
- Johan te Wechel
- Daan van Ollefen (De Mil, hoofdredacteur)

## Inhoud
Paul Loods is journalist bij de Nieuwspost. Hij komt zijn collega Ritsel aflossen om op de redactie de avonddienst over te nemen. Van 8 tot 12 is vier uur, dus kan er heel wat gebeuren. Het eerste telefoontje is meteen raak: een moord op de oude baron van Huize Ter Linde. Loods gaat er dadelijk heen per taxi. Commissaris Vroemans en rechercheur Mulder zijn reeds ter plaatse. Dokter Verkerk heeft de vaststellingen gedaan: de dood is veroorzaakt door een revolverschot…